# Zichow
Zichow è un comune di 516 abitanti del Brandeburgo, in Germania.

Appartiene al circondario dell'Uckermark ed è parte della comunità amministrativa di Gramzow.

## Storia
Il 31 dicembre 2001 vennero aggregati al comune di Zichow i comuni di Fredersdorf e Golm.

## Geografia antropica

### Suddivisioni amministrative
Il territorio comunale è suddiviso nelle 3 frazioni (Ortsteil) di Fredersdorf, Golm e Zichow, ognuna delle quali è rappresentata da un "presidente di frazione" (Ortsvorsteher).